# Salia hastiferalis
Salia hastiferalis är en fjärilsart som beskrevs av Walker 1858. Salia hastiferalis ingår i släktet Salia och familjen nattflyn. Inga underarter finns listade.